# Piton des Neiges
Piton des Neiges (z fr. „szczyt śniegu”) – wygasły wulkan tarczowy (3070,5 m) na wyspie Reunion – terytorium zależnym Francji, położonym na Oceanie Indyjskim, najwyższy punkt wyspy.

## Linki zewnętrzne

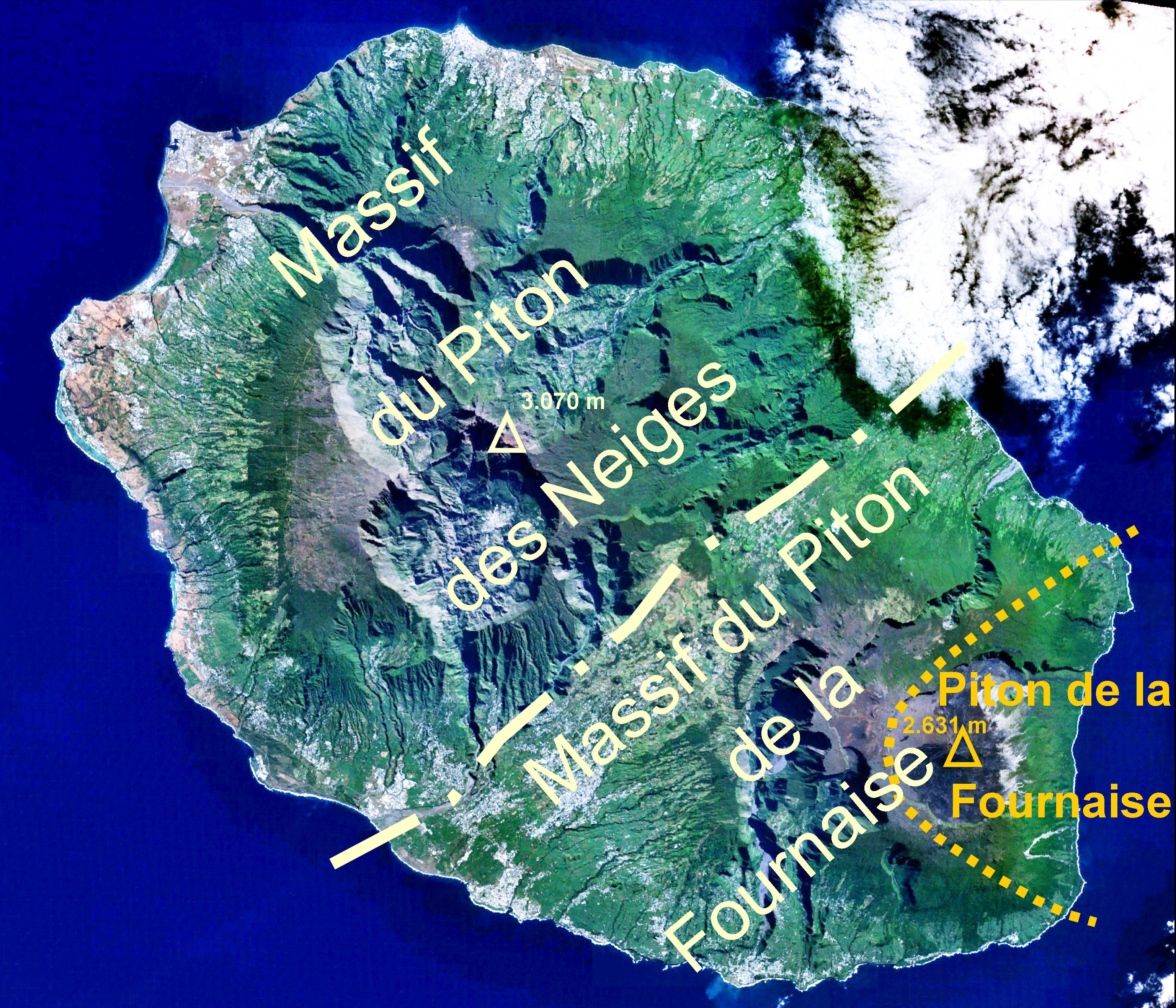
Położenie wulkanu